# 項夢原
項夢原（？—？），原名項德棻，更名梦原，字元海，號希宪。錦衣衛籍，浙江嘉興府秀水縣人，明朝政治人物。

## 生平
萬曆四十年（1612年）壬子科順天府鄉試第二十九名舉人，四十七年（1619年）己未科會試第二名，二甲第五名进士。禮部觀政，授刑部山西司主事，辛酉天啓元年（1621年）主考貴州鄉試，二年升员外郎，本年升工部都水司郎中，管张秋河道，六年升山東提学参议，七年升山西按察司副使，崇祯二年（1628年）降用。

## 著作
室名“宛委堂”。著作有《宋史偶识》2卷、《石门避暑录》、《云烟过眼录》、《项氏经笺》及《冬官纪事》等。
藏書甚多，并熱衷刻印，曾刻宋叶梦得《避暑录话》4卷、杨亿《武夷新集》20卷、元陆友仁《研北杂志》2卷、明夏树芳《奇姓通》40卷、程远辑《古今印则》11卷、《印旨》1卷等。

## 家族
曾祖父項綱，曾任知縣；祖父項銓，鴻臚寺序班，贈南京吏部考功司郎中；父項篤壽，壬戌進士、廣東左參議；为次子。兄項德禎，萬曆丙戌進士。